# Gumley
Gumley är en ort och civil parish i Storbritannien.   Den ligger i grevskapet Leicestershire och riksdelen England, i den södra delen av landet, 130 km nordväst om huvudstaden London. Gumley ligger 161 meter över havet och antalet invånare är 106.
Terrängen runt Gumley är huvudsakligen platt. Gumley ligger uppe på en höjd. Runt Gumley är det ganska tätbefolkat, med 116 invånare per kvadratkilometer. Närmaste större samhälle är Leicester, 17,2 km nordväst om Gumley. Trakten runt Gumley består till största delen av jordbruksmark.